# 拉波河
拉波河，是中国长江流域的一条河流，汇入水落河，属于金沙江水系。河长76千米，流域面积1350平方千米，年均流量18立方米每秒。自然落差128米。水能理论蕴藏量8万千瓦。